# Eiji Morioka
Eiji Morioka, född 8 juni 1946 i Taisho i Osaka, död 9 november 2004 i Kawanishi, var en japansk boxare.
Morioka blev olympisk bronsmedaljör i bantamvikt i boxning vid sommarspelen 1968 i Mexico City.